# Ischiopsopha jansoni
Ischiopsopha jansoni är en skalbaggsart som beskrevs av Jan Krikken 1980. Ischiopsopha jansoni ingår i släktet Ischiopsopha och familjen Cetoniidae. Utöver nominatformen finns också underarten I. j. nigroabdominalis.